# Tharman Shanmugaratnam
Tharman Shanmugaratnam (Colônia de Singapura, 25 de fevereiro de 1957) é um estadista e economista eleito o presidente de Singapura. Antes de ser presidente eleito, Tharman serviu como Ministro Sênior de Singapura entre 2019 e 2023, Ministro Coordenador de Políticas Sociais entre 2015 e 2023, e Presidente da Autoridade Monetária de Singapura entre 2011 e 2023.
Economista de profissão, Tharman passou toda a sua vida profissional no serviço público de Singapura, em funções principalmente relacionadas com políticas econômicas e sociais. Liderou vários conselhos e painéis internacionais de alto nível simultaneamente. Tharman preside atualmente o Conselho de Curadores do Grupo dos Trinta, um conselho global de líderes económicos e financeiros dos setores público e privado e da academia. Ele também co-preside a Comissão Global sobre a Economia da Água com Ngozi Okonjo-Iweala, Mariana Mazzucato e Johan Rockström. Suas recomendações iniciais ajudaram a moldar os resultados da Conferência das Nações Unidas sobre a Água, em março de 2023. No G20, foi co-presidente do Painel Independente de Alto Nível sobre Financiamento Global para Preparação e Resposta à Pandemia, ao lado de Okonjo-Iweala e Lawrence Summers desde 2021. Em 2017, Tharman foi nomeado para presidir o Grupo de Pessoas Eminentes do G20 sobre Governança Financeira Global.
Em 8 de junho de 2023, Tharman anunciou sua intenção de concorrer às eleições presidenciais de 2023 e sua renúncia programada para 7 de julho de 2023 de todos os seus cargos no governo e como membro do PAP, visto que a presidência é um cargo apartidário. Em 2 de setembro de 2023, Tharman foi anunciado como vencedor após receber 70,40% dos votos em uma vitória esmagadora e foi eleito o nono presidente de Singapura. É o primeiro candidato presidencial não chinês a vencer uma eleição presidencial contestada em Singapura. Tharman também obteve a maior contagem de votos, 70,40%, na história eleitoral presidencial de Singapura.